# 近藤豪志
近藤 豪志（こんどう たけし）は日本の元漫画家。その後、CG制作会社に勤務するサラリーマン。

## 人物・エピソード
- 『週刊少年チャンピオン』などで活動中。主に山村の舞台や妖怪など和風テイストの作品が多い。
- 自画像はライオンを模したキャラクターになっている。
- 趣味はダイビング（初級）、バスケットボールなど。スポーツジムにも通っていると言う。
- 初の連載作品となった『ゆび』（原作：柴田よしき・構成：吉田一八）は当初、8話の予定であったが掲載前に4話に短縮され、原作から外れ唐突な展開で終了したことから現在でもネット上では語り草となっている（詳しくはゆびを参照）。

## 作品
- ゆび（週刊少年チャンピオン 2005年50号-2006年1号） 原作：柴田よしき・構成：吉田一八
- 私は加護女（週刊少年チャンピオン 2006年51号-2007年8号・15号-43号、単行本全4巻） 原作：高橋葉介
- 荒神（週刊少年チャンピオン 2008年39号-41号、46号-47号）
- TENKA（週刊少年チャンピオン 2009年43号-45号）
- ビジンマン（週刊少年チャンピオン 2010年45号-47号、2011年46号-） 原作：永井豪